# Liste des hôpitaux en Algérie
Le secteur de la santé en Algérie compte plus de 300 hôpitaux publics dont 16 centres hospitaliers universitaires (CHU). Ces hôpitaux sont des structures sanitaires, sises sur le territoire algérien, qui dépendent des 48 (DSP) Directions de Wilayas de la Santé et de la Population en Algérie.
Ils relèvent administrativement et financièrement du ministère de la Santé, en Algérie.
Le nombre de lits d'hôpital avait atteint 65 000 lits en 2013 dans l'ensemble des structures hospitalières de l'Algérie qui sera dotée de 90 000 lits d'hôpital supplémentaires à l'horizon 2019, pour atteindre une capacité totale de 155 000 lits, ce qui la hissera au niveau des normes internationales. Le pays dispose également de structure sanitaire de proximité dénoté Établissement public de santé de proximité (EPSP) . On dénombre en moyenne une polyclinique pour 25 000 habitants.

## Wilaya d'Adrar
La wilaya d'Adrar comprend les hôpitaux suivants :
- Hôpital Ibn Sina d'Adrar[6] (330 lits)[7] ;
- Hôpital Mohamed Hachemi de Timimoun[8] (218 lits)[7] ;
- Hôpital de Reggane[9] (146 lits)[7] ;
- Hôpital Noureddine Sahraoui d'Aoulef[10] ;120 lits
- Hôpital de Bordj Badji Mokhtar[11] ; (60 lits)
- Hôpital de Zaouiet Kounta[12] ; (60 lits)
- Hôpital d'Aougrout[13] ; (60 lits)
- Pôle hospitalier de Tililane[14], comprenant :
  - Hôpital de Tililane (240 lits)[13],
  - Hôpital gériatrique de 120 lits,
  - Hôpital psychiatrique de 120 lits,
  - Centre anti-cancer de 120 lits.

## Wilaya de Chlef
La wilaya de Chlef comprend les hôpitaux suivants :
- Hôpital de Ouled Mohamed (180 lits)[15] ;
- Hôpital de Chorfa (200 lits)[16] ;
- Hôpital Zighoud Youcef Ténès (182 lits)[17] ;
- Hôpital ancien de Ténès (103 lits)[18] ;
- Hôpital de Sobha (174 lits)[19] ;
- Hôpital de Chettia (170 lits)[20] ;
- Hôpital des sœurs Bedj (240 lits)[21] ;
- Hôpital d'Aïn Merane  60 lits
- EHS en psychiatrie de Ténès (120 lits)[22].

## Wilaya de Laghouat
La wilaya de Laghouat comprend les hôpitaux suivants :
- CHU (en construction) (240 lits)[23] ;
- Hôpital Hmida Ben Adjila de Laghouat (240 lits)[24] ;
- Hôpital d'Aflou (238 lits)[24] ;
- Hôpital Ksar El Hirane (121 lits)[24] ;
- EHS Dr Hakim Saadane Laghouat (80 lits)[24] ;
- EHS Mère et Enfant (en construction) (120 lits)[25] ;
- EHS C.A.C (en construction) (140 lits)[23].

## Wilaya d'Oum el Bouaghi
La wilaya d'Oum El Bouaghi comprend les hôpitaux suivants :
- Hôpital Mohamed Boudiaf d'Oum El Bouaghi (192 lits)[26] ;
- Hôpital ancien d'Oum El Bouaghi (90 lits)[26] ;
- Hôpital Zerdani Salah d'Aïn Beïda (250 lits)[26] ;
- Hôpital BOUHAFS MOHAMED de Meskiana (148 lits)[26] ;
- Hôpital nouveau de Aïn M’lila (280 lits)[26] ;
- Hôpital de Aïn Fakroun (93 lits)[26].
- hôpital de  Aïn Kercha  (60 lits)
- EHS Mere et Enfant Boumali Mouhammed  (120 lits)
- Nouveau hôpital Aïn Fakroun,120 lits
- EPH	AIN MLILA (SLIMANE AMIRAT)  60 lits

## Wilaya de Batna
La wilaya de Batna comprend les hôpitaux suivants :
- Hôpital Touhami Benflis de Batna (612 lits)
- Hôpital  mère et enfant meriem Bouatoura.Batna (90 lits)
- Hôpital
- Centre Anti-cancer de Batna ;
- Hôpital d'Arris 1 ;
- Hôpital d'Arris 2 ;
- Hôpital de Mohamed Boudiaf de Barika ;
- Hôpital de Amirat Slimane de Barika ;
- Hôpital de Aïn Touta ;
- Hôpital de Ali Nemer de Mérouana ;
- Hôpital de Ziza Massika de Mérouana ;
- Hôpital de N’Gaous ;
- Hôpital d'El Madher.

## Wilaya de Béjaïa
La wilaya de Béjaïa comprend les hôpitaux suivants :
- Centre hospitalier universitaire de Béjaïa, qui comprend[27] :
  - Unité Frantz Fanon (104 lits),
  - Unité Khelil Amrane (205 lits),
  - Unité Targa Ouzemour (105 lits) ;
- EPH Benmerad El Mekki Amizour (200 lits)[28] ;
- EPH Akloul Ali Akbou (196 lits)[28] ;
- EPH Rachid Belhocine Sidi Aïch (207 lits)[28] ;
- EPH Mohamed Arab Hannoz Kherrata (136 lits)[28] ;
- EPH D’Aokas (55 lits) [28] ;
- EHS en MPR de Fenaïa Ilmaten (47 lits)[28]
- Hôpital nouveau de Souk El Tenine  (60 lits)
- Hôpital nouveau de Tazmalt  (90 lits)
- EHS en psychiatrie de Oued Ghir (120 lits)

## Wilaya de Biskra
La wilaya de Biskra comprend les hôpitaux suivants :
- EPH Bachir Bennacer de Biskra (232 lits) [29] ;
- EPH Dr Saadane de Biskra (120 lits) ;
- EPH Achour Ziane Ouled Djellal (150 lits) [30] ;
- EPH Ziouchi Mohmed Tolga (120 lits) [31] ;
- EPH Alag Eseghir  Zeribat El Oued (80 lits) [32] ;
- EHS Mère et Enfant Biskra (98 lits) [33] ;
- EHS Ophtalmologie Biskra (80 lits)[34] ;
- EHS Psychiatrique Akid Si L'haous M'chounche (60 lits) [35].

## Wilaya de Béchar
La wilaya de Béchar comprend les hôpitaux suivants :
- EPH Boudjemaa Tourabi - - Béchar (240 lits)
- Hôpital de Taghit ;
- Hôpital de Abadla ;
- Hôpital de Béni Abbès ;
- Hôpital de Mohamed Boudiaf (Debdaba) ;
- Centre Anti Cancer de Bechar.
- Hôpital Mezrag-Djelloul - Beni -Ounif (60 lits)

## Wilaya de Blida
La wilaya de Blida compte les hôpitaux suivants :
- CHU de Blida (Unité Frantz Fanon, Unité Ben Bouali, Unité M'hamed Yazid et Unité Dentaire Zabana) (723 lits)[37] ;
- Grand Hôpital des Maladies Chroniques (20 Spécialités) - Meftah : Capacité 300 lits
- EPH Faubourg Blida (126 lits)[37] ;
- EPH de Boufarik (226 lits)[37] ;
- EPH de Meftah (224 lits)[37] ;
- EPH d'El Affroun (120 lits)[37] ;
- EHS en Psychiatrie de Blida (1 014 lits)[37] ;
- Centre anti-cancer de Blida (183 lits)[37].
- Hôpital Algéro - Americain - Meftah ( 272 lits ) : Travaux 72 %

## Wilaya de Bouira
La wilaya de Bouira comprend les hôpitaux suivants :
- Hôpital Mohamed Boudiaf (290 lits)[38] ;
- Hôpital Chahid Kaci Yahia M'Chedellah (88 lits)[39] ;
- Hôpital Amar Ouamrane Lakhdaria (157 lits)[40] ;
- Hôpital Chahid Yahiaoui Kaci Sour El Ghozlane (272 lits)[41] ;
- EPH Bachir Mohamed Aïn Bessam (92 lits)[42].
- Hôpital nouveau - Ain- Bessem (120 lits)
- Hôpital nouveau -M'Chedellah (120  lits)
- Hôpital '' Complexe - mére  ( 80 lits ) : Travaux 56%
- Hôpital de Bordj Okhriss ( 92 lits ) : Travaux  44 %

## Wilaya de Tamanrasset
La wilaya de Tamanrasset comprend les hôpitaux suivants :
- Hôpital de Tamanrasset ;
- Hôpital de Aïn Salah.

## Wilaya de Tébessa
La wilaya de Tébessa comprend les hôpitaux suivants :
- EPH Alia Salah de Tébessa (208 lits)[43] ;
- EPH Bouguerra Boulaares Bekkaria de Tébessa (252 lits)[44] ;
- EPH Dr Haouam Ali Morsott (90 lits)[45] ;
- EPH d'El Aouinet (132 lits)[46] ;
- EPH Tedjini Haddam de Bir El Ater (150 lits)[47] ;
- EPH Mohamed Chebouki de Chréa (170 lits)[48] ;
- EPH Dr Bougherara Fouad de Ouenza.(120 lits)[49] ;
- EHS Mère et Enfant Khaldi Abdelaziz (166 lits)[50].

## Wilaya de Tlemcen
La wilaya de Tlemcen comprend les hôpitaux suivants :
- Centre Hospitalo-Universitaire Dr Tidjani Damerdji de Tlemcen (642 lits)
- EPH Nedroma (100 lits)[51] ;
- EPH de Maghnia (249 lits)[52] ;
- EPH de Ghazaouet (232 lits)[53] ;
- EPH de Sebdou (232 lits)[54] ;
- EPH de Remchi (120 lits)[55] ;
- EHS Mère et Enfant de Tlemcen (204 lits)[56].

## Wilaya de Tiaret
La wilaya de Tiaret comprend les hôpitaux suivants :
- EPH Youcef Damerdji ;
- Hôpital de Frenda ;
- Hôpital de Mahdia ;
- Hôpital de Sougueur ;
- Hôpital de Ksar Chellala ;
- EHS en Pédiatrie Aourai Zahra ;
- Hôpital Mère-Enfant, Senia (Tiaret) ;
- Hôpital de Psychiatrie Hamdani Adda ;
- Hôpital Bouabdelli Bouabdellah ;
- Hôpital Centre-Anti-Cancer (en construction), Senia.

## Wilaya de Tizi Ouzou
La wilaya de Tizi Ouzou comprend les hôpitaux suivants :
- Centre hospitalier universitaire de Tizi Ouzou (900 lits) ;
- EHS en Gynécologie-Obstétrique Sebihi Tassadit de Tizi-Ouzou (82 lits)[58] ;
- EHS en Psychiatrie Oued Aïssi (330 lits)[59] ;
- EHS en Chirurgie cardiaque "Petit Omar" de Draâ Ben Khedda (80 lits)[60] ;
- Centre anti-cancer Draâ Ben Khedda (140 lits) ;
- Hôpital de Larbaa Nath Irathen (159 lits)[61] ;
- Hôpital de Tigzirt (106 lits)[62] ;
- Hôpital de Draa El Mizan (270 lits)[63] ;
- Hôpital de Boghni (200 list) ;
- Hôpital de Azazga (222 lits)[64] ;
- Hôpital de Azeffoun (78 lits)[65] ;
- Hôpital de Aïn El Hammam (200 lits)[66] ;
- Hôpital d'Ouadhias (60 lits) ;
- Hôpital Privé de Chahids Mahmoudi (120 lits) ;
- Hôpital Privé Les Amandiers (70 lits) ;
- Hôpital de Maâtkas (en construction) (60 lits) ;
- Hôpital de Bouzeguene (en construction) (60 lits).

## Wilaya d'Alger
La wilaya d'Alger comprend les hôpitaux suivants :
- CHU Mustapha Pacha d'Alger : 1 500 lits
- CHU Lamine Debaghine de Bab El Oued (ex - Maillot) : 1 200 lits
- CHU Nafissa Hamoud de Hussein Dey (ex - Parnet) : 1 080 lits
- CHU Issad Hassani de Beni Messous : 880 lits
- CHU Djillali Bounaâma de Douera : 790 lits
- EMS / Hôpital Multi - Spécialités (maladies Chronique) - Staouali  580 lits
- EHS en Oncologie Pierre et Marie Curie (CPMC) :  230 lits
- Clinique chirurgicale Debussy (annexe du CPMC) :  190 lits
- Clinique obstétrique de Douéra : 150 lits
- EHS des brûlés Pierre et Claudine Chaulet - Pasteur Alger ; 320  lits
- EHS Maouche Mohand Amokrane (ex-CNMS) Spécialité : Cardiologie : 180 lits
- EHS Mohamed Abderrahmani en chirurgie cardiovasculaire - Bir Mourad Raïs : 50 lits
- EHS Mère - enfant Hassen Badi - El Harrach (ex-Belfort) : 80 lits
- EHS Hôpital des Urgences Médico-Chirurgicales Salim ZEMIRLI,EPA -  El Harrach : 240 lits
- EHS - Hôpital Psychiatrique Drid Hocine - Kouba :  280 lits
- EHS - Hôpital Psychiatrique Mahfoud Boucebci - Chéraga : 120 lits
- EHS en MPR (Rééducation fonctionnelle)  -  Azur Plage : 220 lits
- EHS Pr Abdelkader Boukhroufa - Ben Aknoun : 80 lits
- EHS/ MPR (Rééducation fonctionnelle)- Tixéraïne :  920 lits
- EHS en Infectiologie El Hadi Flici (ex-El Kettar) : 240 lits
- EHS en Neurologie Ali Aït Idir - Bab El-Oued  :  220 lits
- EHS Gastrologie Djillali Rahmouni (ex-Clinique les Orangers)- El Mouradia : 120 lits
- EPH Bachir Mentouri - Kouba ; 220 lits
- EPH Djillali Belkhenchir  -  El Biar : 120 lits
- EPH Belkacemi Tayeb  -  Zéralda : 120 lits
- EPH de Rouiba : 140 lits
- EPH - Établissement Public Hospitalier Ibn Ziri - Bologhine : 90 lits
- Etablissement Public Hospitalier de Ain Taya : 140 lits
- L'hôpital des grands brûlés de Zéralda : 140 lits.
- Hôpital complexe Qatari-Allemand  : Sidi  - Abdellah Ouest d'Alger ( 300 lits )

## Wilaya de Djelfa
La wilaya de Djelfa comprend les hôpitaux suivants :
- Centre anti cancer de Djelfa (en construction) ;
- Hôpital de Djelfa (280 lits)[68] ;
- Hôpital Djelfa Mixte (245 lits)[68] ;
- Hôpital de Aïn Oussara (188 lits)[68] ;
- Hôpital de Messaad (180 lits)[68] ;
- Hôpital de Hassi Bahbah (260 lits)[68] ;
- Hôpital El Idrissia (116 lits)[68] ;
- EHS en ophtalmologie de Djelfa (120 lits)[68] ;
- EHS Mère et Enfant (110 lits)[68].

## Wilaya de Jijel
La wilaya de Jijel comprend les hôpitaux suivants :
- Hôpital de Jijel (483 lits)[69] ;
- Hôpital d'El Milia (236 lits)[69] ;
- Hôpital de Taher (228 lits)[69] ;
- EHS en MPR Texanna (45 lits)[69].

## Wilaya de Sétif
La wilaya de Sétif comprend les hôpitaux suivants :
- CHU de Sétif (838 lits)[70] ;
- Hôpital d'El Eulma (180 lits)[71] ;
- Nouvel hôpital d’El Eulma (ar) (en construction) (240 lits) ;
- Hôpital de Bougaa (240 lits)[72] ;
- Hôpital de Aïn El Kebira (150 lits)[73] ;
- Hôpital de Aïn Oulmène (250 lits)[74] ;
- Hôpital de Béni Ourtilène (86 lits)[75] ;
- EHS Psychiatrie de Aïn Abassa (240 lits)[76] ;
- EHS Rééducation  de Ras El Ma (140 lits)[77] ;
- EHS Mère et enfant El Eulma (144 lits)[78] ;
- EHS C.A.C Sétif (120 lits)[79].

## Wilaya de Saïda
La wilaya de Saïda comprend les hôpitaux suivants :
- Hôpital Ahmed Medghri ;
- Hôpital Hamdane Bakhta.

## Wilaya de Skikda
La wilaya de Skikda comprend les hôpitaux suivants :
- EH de Skikda (240 lits)[80] ;
- EPH Skikda (448 lits)[81] ;
- Hôpital d'El Harrouch (130 lits)[82] ;
- Hôpital de Collo (226 lits)[83] ;
- Hôpital de Azzaba (135 lits)[84] ;
- Hôpital de Tamalous (82 lits)[85] ;
- EHS psychiatrie d'El Harrouch (223 lits)[86].

## Wilaya de Sidi Bel Abbès
La wilaya de Sidi Bel Abbès comprend les hôpitaux suivants :
- CHU Dr Hassani Abdelkader (616 lits)[87] ;
- Hôpital de Sidi Bel Abbès (120 lits)[87] ;
- Hôpital Hadid Aissa (Telagh) (178 lits)[87] ;
- Hôpital Marok Abdelkader (Sfisef) (106 lits)[87] ;
- Hôpital Yamloul Djaafar (Ben Badis) (124 lits)[87] ;
- EHS Mère et Enfant (150 lits)[87] ;
- EHS en Psychiatrie (120 lits)[87].

## Wilaya d'Annaba
La wilaya d'Annaba comprend les hôpitaux suivants :
- CHU de Annaba (Unité Ibn Rochd, Unité Ibn sina, Unité Dorban, Unité Sainte Thérèse, Clinique Ophtalmologie, Clinique Dentaire Saouli, Clinique Dentaire Elysa).
- hôpital des urgences médico-chirurgicales : Capacité de 140 lits (2022)
- EHS Anti-Cancer Annaba ;
- EHS Mère-Enfant El Bouni ;
- EHS en MPR de Seraïdi ;
- EHS en Psychiatrie Er Razi ;
- EPH d'El Hadjar ;
- EPH de Chetaïbi ;
- EPH d'Aïn El Berda.

## Wilaya de Guelma
La wilaya de Guelma comprend les hôpitaux suivants :
- Hôpital Hakim El Okbi de Guelma ;(306 lits)[88] ;
- Hôpital Ibn Zohour de Guelma (120 lits)[88] ;
- Hôpital de Aïn Larbi (90 lits)[88] ;
- Hôpital de Oued Zenati (188 lits)[88] ;
- Hôpital de Bouchegouf (100 lits)[88].

## Wilaya de Constantine
La wilaya de Constantine comprend les hôpitaux suivants :
- CHU Ibn Badis de Constantine (1426 lits)[89] ;
- Hôpital El Bir de Constantine (136 lits)[89] ;
- Hôpital Mohamed Boudiaf d'El Khroub (268 lits)[89] ;
- Hôpital Ali Mendjeli d'El Khroub (120 lits)[89] ;
- Hôpital de Zighoud Youcef (130 lits)[89] ;
- EH Didouche Mourad (240 lits)[89] ;
- EHS en chirurgie cardiaque d'El Riad (80 lits)[89] ;
- EHS Uro-Néphrologie (110 lits)[89] ;
- EHS Psychiatrie de Djebel Ouahch (110 lits)[89] ;
- EHS Mère et Enfant (190 lits)[89].

## Wilaya de Médéa
La wilaya de Médéa comprend les hôpitaux suivants :
- Hôpital de Médéa (580 lits)[90] ;
- Hôpital de Berrouaguia (194 lits)[90] ;
- Hôpital de Tablat (101 lits)[90] ;
- Hôpital de Aïn Boussif (121 lits)[90] ;
- Hôpital de Ksar El Boukhari (204 lits)[90] ;
- Hôpital de Béni Slimane (192 lits)[90].

## Wilaya de Mostaganem
La wilaya de Mostaganem comprend les hôpitaux suivants :
- CHU de Mostaganem [91] ;
- EPH de Aïn Tedlès (300 lits)[91] ;
- EPH de Sidi Ali (213 lits)[91] ;
- EPH de Mesra (60 lits)[91] ;
- EPH de Bouguirat (60 lits)[91] ;
- EPH d’Aachaacha (60 lits)[91] ;
- EHS Mère-Enfant Lalla Kheira (64 lits)[91] ;
- EHS de psychiatrie Medjdoub Youcef (80 lits)[91].

## Wilaya de M'Sila
La wilaya de M'Sila comprend les hôpitaux suivants :
- EPH de M'Sila (309 lits)[92] ;
- EPH de Boussaada (308 lits)[92] ;
- EPH de Sidi Aïssa (264 lits)[92] ;
- EPH de Aïn El Maleh (248 lits)[92] ;
- EPH Ben Srour (88 lits)[92] ;
- EPH Magra (88 lits)[92] ;
- EHS Slimane Amirat (70 lits)[92] ;
- EHS en Psychiatrie Ouled Mansour (60 lits)[92].

## Wilaya de Mascara
La wilaya de Mascara comprend les hôpitaux suivants :
- EPH de Meslem Tayeb (280 lits)[93] ;
- EPH de Issaad Khaled (300 lits)[93] ;
- EPH de Tighennif (262 lits)[93] ;
- EPH de Sig (257 lits)[93] ;
- EPH de Mohammadia (300 lits)[93] ;
- EPH de Ghriss (250 lits)[93] ;
- EPH de Oued Al Abtal (60 lits)[93] ;
- EHS de Bou Hanifia (120 lits)[93] ;
- EHS Mère et Enfant de Mascara (60 lits)[93].

## Wilaya d'Ouargla
La wilaya d'Ouargla comprend les hôpitaux suivants : 1337 lits 
- CHU (en construction) (240 lits)[réf. souhaitée] ;
- Hôpital de Ouargla (407 lits)[94] ;
- Hôpital de Touggourt (206 lits)[94] ;
- Hôpital de Hassi Messaoud (93 lits)[94] ;
- Hôpital de Taïbet (65 lits)[94] ;
- EHS d'ophtalmologie (40 lits)[94] ;
- EHS Mére et enfant Ouargla(122 lits)[94] ;
- EHS Mére et enfant Touggourt (120 lits)[94] ;
- CAC de Ouargla (84 lits)[94].

## Wilaya d'Oran
La wilaya d'Oran comprend les hôpitaux suivants
- CHU Benaouda Benzerdjeb : 2 922 lits[96]
- EHU du 1er Novembre 1954 à Bir El Djir : 740 lits[96]
- Hôpital de Madjbeur Tami de Aïn El-Turk : 240 lits[96]
- Hôpital d'El-Mohgoun - Arzew : 240 lits[96]
- Hôpital Akid Othmane de Aïn El-Turk : 95 lits[96]
- EHS d'Oncologie Emir Abdelkaderder à Misserghine : 173 lits[96]
- EHS d'Ophtalmologie Hammou Boutlelis : 120 lits [96]
- EHS Pédiatrique Boukhroufa Abdelkader : 256 lits[96]
- EHS Psychiatrique de Sidi Chahmi : 470 lits[96]
- EHS Benyahia Zohra (Ex Point du Jour) : 75 lits[96]
- EHS Les Pins (Ex. les Planteurs) : 120 lits
- EHS Nouar Fadéla : 74 lits
- EHS Tazi Fatima (Les Amandiers) : 120 lits
- EHS Hadj Abed Atika (Ex. Gasser) : 75 lits
- Hôpital d'Oued Tlélat : 120 lits
- Hôpital Haï Nedjma : 245 lits

## Wilaya d'El Bayadh
La wilaya d'El Bayadh comprend les hôpitaux suivants :450  lits 
- Hôpital d'El Bayadh (240 lits)[97] ;
- Hôpital d'El Abiodh Sidi Cheikh (90 lits)[97] ;
- Hôpital de Bougtob (60 lits)[97] ;
- EPH Boualem (60 lits)[97].

## Wilaya d'Illizi
La wilaya d'Illizi comprend les hôpitaux suivants :
- Hôpital d'Illizi ;
- Hôpital de Djanet.

## Wilaya de Bordj Bou Arreridj
La wilaya de Bordj Bou Arreridj comprend les hôpitaux suivants :
- Hôpital Bouzidi lakhdar de Bordj Bou Arreridj (316 lits)[98] ;
- Hôpital Belhoucine Rachid de Bordj Bou Arreridj (200 lits)[98] ;
- Hôpital de Medjana (66 lits)[98] ;
- Hôpital de Ras El Oued (276 lits)[98] ;
- Hôpital Mansoura (60 lits)[98] ;
- Hôpital Bordj Laghdir (60 lits)[98].

## Wilaya de Boumerdès
La wilaya de Boumerdès comprend les hôpitaux suivants :
- Hôpital de Thénia[100] (250 lits)[101] ;
- Hôpital de Bordj Ménaïel[102] (230 lits)[101] ;
- Hôpital Mohamed Boudaoud de Dellys[103] (154 lits)[101] ;
- EPH Boumerdés (en construction) (240 lits)[104].

## Wilaya d'El Tarf
La wilaya d'El Tarf comprend les hôpitaux suivants :
- Hôpital d'El Tarf (95 lits)[105] ;
- Hôpital d'El Kala (254 lits)[106] ;
- Hôpital de Bouhadjar (130 lits)[107] ;
- Hôpital de Besbes (240 lits)[108],[109].

## Wilaya de Tindouf
La wilaya de Tindouf comprend les hôpitaux suivants :
- Hôpital de Tindouf (210 lits).

## Wilaya de Tissemsilt
La wilaya de Tissemsilt comprend les hôpitaux suivants :
- Hôpital de Tissemsilt (250 lits)[110] ;
- Hôpital de Theniet El Had (168 lits)[110] ;
- Hôpital de Bordj bou Naama (168 lits)[110].

## Wilaya d'El Oued
La wilaya d'El Oued comprend les hôpitaux suivants :
- Hôpital Bachir Bennacer (256 lits)[111] ;
- Hôpital d'El Maghaïer (139 lits)[111] ;
- Hôpital de Djamaâ (90 lits)[111] ;
- EHS d'ophtalmologie (40 lits)[111] ;
- EHS Mère et enfant El oued (180 lits)[111].

## Wilaya de Khenchela
La wilaya de Khenchela comprend les hôpitaux suivants :
- 4 EPH d'une capacité totale de 702 lits[112]
  - Hôpital Ali Boushaba,
  - Hôpital nouveau,
  - Hôpital de Chechar,
  - Hôpital de Kaïs,
- EHS (130 lits)[112]. Plus les 03 eph bouhmama Ouled rechach.chechar chaque un 80 lits

## Wilaya de Souk Ahras
La wilaya de Souk Ahras comprend les hôpitaux suivants :
- Hôpital Houari Boumediène Sédrata (238 lits)[113] ;
- Hôpital Ibn Rochd Souk Ahras (286 lits)[113] ;
- Hôpital ancien Souk Ahras(216 lits)[113].

## Wilaya de Tipaza
La wilaya de Tipaza comprend les hôpitaux suivants :
- Hôpital Lakhdar Bouchama ;
- Hôpital Djellaloui Mohamed spécialisé en psychiatrie ;
- Hôpital de neuro-chirurgie Cherchell ;
- Hôpital Dr Yahia Fares ;
- Hôpital Koubaili Mohamed Erabat ;
- Hôpital de Gouraïa.

## Wilaya de Mila
La wilaya de Mila comprend les hôpitaux suivants :
- EPH Mohamed Medahi ferjioua (240 lits)[114] ;
- EPH frères Boukhchem Oued Athmania (110 lits)[114] ;
- EPH des frères Maghlaoui de Mila (166 lits)[114] ;
- EPH des frères Tobal de Mila (88 lits)[114] ;
- EPH de Chelghoum Laïd (200 lits)[114] ;
- EHS en psychiatrie de Oued Athmania (240 lits)[114].

## Wilaya d'Aïn Defla
La wilaya d'Aïn Defla comprend les hôpitaux suivants :
- Hôpital Hamou Makour (314 lits)[115] ;
- Hôpital de Khemis Miliana (196 lits)[115] ;
- Hôpital de Miliana (284 lits)[115] ;
- Hôpital d'El Attaf (196 lits)[115].

## Wilaya de Naâma
La wilaya de Naâma comprend les hôpitaux suivants :
- Hôpital de Naama ;
- Hôpital de Méchria ;
- Hôpital de Aïn Sefra.

## Wilaya d'Aïn Témouchent
La wilaya d'Aïn Témouchent comprend les hôpitaux suivants :
- Hôpital Docteur Benzerdjeb ;
- Hôpital Ahmed Medeghri ;
- Hôpital de Béni Saf ;
- Hôpital de Hammam Bouhadjar ;
- Hôpital de Aïn Témouchent ;
- Hôpital El amria.

## Wilaya de Ghardaïa
La wilaya de Ghardaïa comprend les hôpitaux suivants :
- Hôpital Brahim Tirichine ;
- Hôpital de Metlili ;
- Hôpital Gueddi Bakir ;
- Hôpital d'El Ménéa ;
- Hôpital de Guerrara.

## Wilaya de Relizane
La wilaya de Relizane comprend les hôpitaux suivants :
- Hôpital Mohamed Boudiaf (342 lits)[116] ;
- Hôpital de Mazouna (210 lits)[116] ;
- Hôpital de Oued Rhiou (260 lits)[116] ;
- Hôpital de Yellel (70 lits)[116] ;
- Hôpital de Mendes (60 lits)[117] ;
- Hôpital d'Ami Moussa (120 lits)[117] ;
- Hôpital de Zemmora (120 lits) en construction.